# Château de Vézins
Pour l’article homonyme, voir Château de Vezins (Maine-et-Loire).
Le château de Vézins est un château situé sur la commune de Vézins-de-Lévézou, dans le département de l'Aveyron, en France. 

## Description
Le château de Vézins, ancien château fort, est construit dans une forme défensive qui rappelle sa vocation initiale, au sommet du promontoire. Il est entouré du village médiéval de Vézins, construit autour des anciennes fortifications. 
L'édifice, dont les deux façades principales s'articulent autour d'une haute tourelle, comprend au sud une travée centrale richement décorée, flanquée de deux échauguettes, et couronnée de créneaux ajourés, ajoutés au XIXe siècle. Au nord, à l'extrémité d'une allée, se trouve un portail en fer forgé datant du XVIIIe siècle. 
Côté cour, le château présente quatre corps de bâtiments disposés en fer à cheval. La majorité du décor intérieur remonte au XIXe siècle, dans le goût troubadour et néogothique des suiveurs de l'architecte Viollet-le-Duc. 
L'entrée principale se situait auparavant du côté village, au sud, et le château était donc relié au bourg par une basse-cour, convertie en jardins suspendus au XVIIe siècle (terrasse et tertre). L'entrée actuelle dans la cour, côté nord, correspond à une ancienne poterne dirigée vers la campagne. 
Les dépendances du château ont été entièrement réorganisées au milieu du XIXe siècle. En 1859, la nouvelle ferme dite « Angel-Berg » sera construite à 300 mètres du château, au bout de l'allée cavalière.

## Historique
Depuis la première moitié du XVe siècle, il est la propriété de la famille de Lévézou de Vézins.
Le château est lourdement endommagé par un incendie accidentel en 1642 : un membre de la famille Ricard s’endormit dans le château avec sa chandelle, le feu se propageant à toute la bâtisse. Il fut reconstruit à la même époque sur ses fondations datant de 1120, avec des architectes travaillant pour le duc d'Arpajon, à Sévérac.
L'édifice est inscrit au titre des monuments historiques en 1990.